# Departamento de Aluminé
Departamento de Aluminé är en kommun i Argentina.   Den ligger i provinsen Neuquén, i den sydvästra delen av landet, 1 200 km väster om huvudstaden Buenos Aires. Antalet invånare är 35 806.
Omgivningarna runt Departamento de Aluminé är i huvudsak ett öppet busklandskap. Trakten runt Departamento de Aluminé är nära nog obefolkad, med mindre än två invånare per kvadratkilometer.